# VfB 01 Bremen
VfB 01 Bremen was een Duitse voetbalclub uit de stad Bremen.

## Geschiedenis
De club werd in 1901 opgericht als FV Germania 01 Bremen en was niet de eerste club uit de stad die de naam Germania naam droeg. De club speelde in het kampioenschap van Bremen in 1902/03 en 1905/06. In 1909/10 keerde de club terug en speelde de volgende vijf seizoenen onderaan de rangschikking.
In 1914 fusioneerde de club met FV Preußen Bremen en nam zo de naam VfB 01 Bremen aan. Na twee seizoenen degradeerde de club.
In 1919 fusioneerde VfB met FV Komet Bremen tot VfB 1896 Komet Bremen.